# Doug Sampson
Doug Sampson (Londra, 30 giugno 1957) è un batterista britannico.

## Biografia
È stato il terzo batterista della formazione britannica Iron Maiden dalla metà del 1977 al 1980.
Ha registrato con i Maiden "The Soundhouse Tapes" e "Burning Ambition".
Lasciò la band per motivi di salute. È malato di leucemia e la band, tanto legata a lui, donò il ricavato dei biglietti di Rock in Rio alla ricerca contro la medesima malattia.